# Raymonde Schweizer
Raymonde Schweizer (* 26. Januar 1912 in La Chaux-de-Fonds; † 30. Dezember 2003 in Malvilliers; heimatberechtigt in La Chaux-de-Fonds und Oberdorf BL) war eine Schweizer Politikerin (SP), Lehrerin, Gewerkschafterin und Feministin. Als Neuenburger Grossrätin wurde sie im September 1960 erste Kantonsparlamentarierin der Schweiz.

## Wirken
Raymonde Schweizer war die Tochter des Commis Louis Alfred Schweizer und der Henriette Marie geborene Bringold. Sie erwarb 1932 das Lehrerinnenpatent am Lehrerseminar Neuenburg und später ein weiteres Patent als Handarbeitslehrerin. Schweizer unterrichtete ab 1939 an der Frauenarbeitsschule (französisch École des travaux féminins) in La Chaux-de-Fonds. Neun Jahre später präsidierte sie die Kommission der Schule und wurde stellvertretende Direktorin. In den Jahren von 1951 bis 1975 konnte sie als Direktorin einen Aufschwung ihrer Schule erreichen.
Nachdem die	Kantone Waadt und Neuenburg am 1. Februar bzw. 27. September 1959 als erste das Frauenstimmrecht auf kantonaler Ebene eingeführt hatten, rückte Raymonde Schweizer für Gaston Schelling († 18. Juli 1960) im September 1960 in den Grossen Rat des Kantons Neuenburg nach. Die Vereidigung Schweizers als Grossrätin erfolgte am 27. September. Bei den Erneuerungswahlen vom 6. und 7. Mai 1961 erhielt sie die zweithöchste Stimmenzahl. Drei weitere Frauen aus einem Kreis von 26 Kandidatinnen wurden in den Grossrat gewählt. Erst 1992 trat eine Frau in den Gemeinderat von Neuenburg ein und weitere fünf Jahre vergingen, bis die erste Frau aus dem Kanton für den Ständerat kandidierte.
Raymonde Schweizer starb am 30. Dezember 2003 in Malvilliers. Wie viele andere Lehrerinnen ihrer Generation blieb sie unverheiratet (vgl. Lehrerinnenzölibat in der Schweiz).

## Fussnoten
1. 1 2  imagesdupatrimoine.ch: La première suissesse à siéger dans un législatif cantonal. (französisch, mit Fotografie der Vereidigung; abgerufen am 8. September 2021).
2. ↑  Der Frauenwandkalender 1996 nennt den 26. September 1960 als Amtseinführung.
3. ↑  Frauenwandkalender 1996, Blatt vom 25.–30. September 1996.

| Personendaten    | Personendaten                                                    |
| ---------------- | ---------------------------------------------------------------- |
| NAME             | Schweizer, Raymonde                                              |
| KURZBESCHREIBUNG | Schweizer Politikerin, Lehrerin, Gewerkschafterin und Feministin |
| GEBURTSDATUM     | 26. Januar 1912                                                  |
| GEBURTSORT       | La Chaux-de-Fonds                                                |
| STERBEDATUM      | 30. Dezember 2003                                                |
| STERBEORT        | Malvilliers                                                      |